# Plotosus japonicus
Plotosus japonicus es una especie de peces de la familia Plotosidae en el orden de los Siluriformes.

## Morfología
• Los machos pueden llegar alcanzar los 18,3 cm de longitud total.

## Distribución geográfica
Se encuentra en el Japón.